# Leleque
Leleque is een plaats in het Argentijnse bestuurlijke gebied Cushamen in de provincie Chubut. De plaats telt 229 inwoners.